# Глоднево (Брянская область)
Гло́днево — село в Брасовском районе Брянской области, расположенное на реке Голодневке в 20 км к востоку от райцентра. Одно из наиболее древних поселений района, известное с XVI века. В XVII-XVIII вв. являлось центром Глодневского стана Комарицкой волости, с 1861 — центром Глодневской волости Севского уезда, а в 1928-1929 — центром Глодневского района.
В настоящее время в селе функционируют школа, дом престарелых.

## Троицкий храм
В 1865 году священник Троицкой церкви Фёдор Дубровский был награждён набедренником. В 1866 году церковному старосте Троицкого храма, крестьянину-собственнику Матвею Ямкину, за усердную и полезную церкви службу, по ходатайству благочинного протоиерея Леонутова был выдан похвальный лист.
В Государственном архиве Орловской области хранится единственная уцелевшая метрическая книга Троицкого храма — за 1892 год.